# Campeonato Palhocense de Futebol
O Campeonato Palhocense de Futebol é uma competição organizada pela LPHF (Liga Palhocense de Futebol)]. A competição é dividida em duas divisões, a 1ª Divisão e a 2ª Divisão. Os clubes mais vezes campeões são Paissandu e Guarani, que atualmente é o único clube profissional da cidade. Até 2018, as finais, tanto da 1ª Divisão quanto da 2ª Divisão eram disputadas no Estádio Renato Silveira, pertencente ao Guarani . A partir de 2019, as decisões passaram a ser realizadas nos estádios dos clubes finalistas.

## 1ª Divisão

### Edições
| Ano  | Campeão           | Vice-Campeão             |
| ---- | ----------------- | ------------------------ |
| 1978 | Guarani           | Cerâmica Silveira        |
| 1979 | —                 | —                        |
| 1980 | —                 | —                        |
| 1981 | —                 | —                        |
| 1982 | —                 | —                        |
| 1983 | —                 | —                        |
| 1984 | —                 | —                        |
| 1985 | Guarani           | Cruzeiro FC              |
| 1986 | Guarani           | Cruzeiro do Sul          |
| 1987 | Catarinense       | Super Máquina            |
| 1988 | Cruzeiro do Sul   | Cerâmica Silveira        |
| 1989 | Catarinense       | Guarani                  |
| 1990 | Atlântico         | Guarani                  |
| 1991 | Atlântico         | Paissandu                |
| 1992 | Atlântico         | Avante                   |
| 1993 | Atlântico         | Avante                   |
| 1994 | Guarani           | Avante                   |
| 1995 | Guarani           | Paissandu                |
| 1996 | Avante            | Estrela Azul (Sto Amaro) |
| 1997 | Cruzeiro FC       | Guarani                  |
| 1998 | Guarani           | Eldorado                 |
| 1999 | Guarani           | Eldorado                 |
| 2000 | Cerâmica Silveira | Avante                   |
| 2001 | Avante            | Eldorado                 |
| 2002 | Atlântico         | Cerâmica Silveira        |
| 2003 | Paissandu         | Estrela Azul (Sto Amaro) |
| 2004 | Paissandu         | Eldorado                 |
| 2005 | Paissandu         | Eldorado                 |
| 2006 | Eldorado          | Avante                   |
| 2007 | Cruzeiro do Sul   | Eldorado                 |
| 2008 | Cruzeiro do Sul   | Cerâmica Silveira        |
| 2009 | Cerâmica Silveira | Eldorado                 |
| 2010 | Cerâmica Silveira | Eldorado                 |
| 2011 | Paraíso           | Eldorado                 |
| 2012 | Cerâmica Silveira | Paraíso                  |
| 2013 | Paissandu         | João Paulo II            |
| 2014 | João Paulo II     | Cerâmica Silveira        |
| 2015 | Cerâmica Silveira | Paissandu                |
| 2016 | Paissandu         | Cerâmica Silveira        |
| 2017 | Cerâmica          | Atlântico                |
| 2018 | não realizado     | —                        |
| 2019 | Paissandu         | Atlântico                |
| 2020 | não realizado     | —                        |
| 2021 | Paissandu         | Avante                   |

### Número de títulos por clubes
| Equipe                   | Títulos (último) | 2º Lugar (último) |
| ------------------------ | ---------------- | ----------------- |
| Guarani                  | 7 (1999)         | 3 (1997)          |
| Paissandu                | 7 (2021)         | 3 (2015)          |
| Cerâmica Silveira        | 6 (2017)         | 6 (2016)          |
| Atlântico                | 5 (2002)         | 2 (2019)          |
| Cruzeiro do Sul          | 3 (2008)         | 1 (1986)          |
| Avante                   | 2 (2001)         | 6 (2021)          |
| Catarinense              | 2 (1989)         | —                 |
| Eldorado                 | 1 (2006)         | 9 (2011)          |
| Cruzeiro FC              | 1 (1997)         | 1 (1985)          |
| João Paulo II            | 1 (2014)         | 1 (2013)          |
| Paraíso                  | 1 (2011)         | 1 (2012)          |
| Estrela Azul (Sto Amaro) | —                | 2 (2003)          |
| Super Máquina            | —                | 1 (1987)          |

## 2ª Divisão

### Edições
| Ano  | Campeão         | Vice-Campeão      |
| ---- | --------------- | ----------------- |
| 2008 | Praiasol        | Liverpool         |
| 2009 | GL Pontes       | 7 de Setembro     |
| 2010 | Nova Geração    | Gaviões de Ouro   |
| 2011 | Gaviões de Ouro | Noroeste          |
| 2012 | Cruzeiro do Sul | João Paulo II     |
| 2013 | Noroeste        | Cascalho          |
| 2014 | Rio Grande      | Pura Arte         |
| 2015 | Cruzeiro do Sul | Catarinense       |
| 2016 | Atlântico       | Bela Vista        |
| 2017 | Eldorado        | Grêmio Palhocense |
| 2018 | Catarinense     | Pura Arte         |
| 2019 | Noroeste        | Os Biriteiros     |
| 2020 | não realizado   | —                 |
| 2021 | Pura Arte       | Até a Próxima     |

### Número de títulos por clubes
| Equipe            | Títulos (último) | 2º Lugar (último) |
| ----------------- | ---------------- | ----------------- |
| Noroeste          | 2 (2019)         | 1 (2011)          |
| Cruzeiro do Sul   | 2 (2015)         | —                 |
| Pura Arte         | 1 (2021)         | 2 (2018)          |
| Catarinense       | 1 (2018)         | 1 (2015)          |
| Gaviões de Ouro   | 1 (2011)         | 1 (2010)          |
| Atlântico         | 1 (2016)         | —                 |
| Eldorado          | 1 (2017)         | —                 |
| GL Pontes         | 1 (2009)         | —                 |
| Nova Geração      | 1 (2010)         | —                 |
| Praiasol          | 1 (2008)         | —                 |
| Rio Grande        | 1 (2014)         | —                 |
| 7 de Setembro     | —                | 1 (2009)          |
| Até a Próxima     | —                | 1 (2021)          |
| Bela Vista        | —                | 1 (2016)          |
| Cascalho          | —                | 1 (2013)          |
| Grêmio Palhocense | —                | 1 (2017)          |
| João Paulo II     | —                | 1 (2012)          |
| Liverpool         | —                | 1 (2008)          |
| Os Biriteiros     | —                | 1 (2019)          |